# Parque nacional Stora Sjöfallet
El parque nacional Stora Sjöfallet (en sueco: Stora Sjöfallets nationalpark) es un parque nacional ubicado en el condado de Norrbotten en el norte de Suecia, en los municipios de Gällivare y Jokkmokk. El parque posee una extensión de 1278 km² y es el tercer parque más grande de Suecia. Se encuentra a 26 km del círculo polar ártico en proximidades de la frontera con Noruega, en su interior se encuentra el sistema lacustre del río Lule.
La zona fue declarada parque nacional en 1909. El parque nacional es parte de la zona de Laponia, la cual está catalogada como Patrimonio de la Humanidad. Stora sjöfallet también forma parte de Natura 2000, la red de áreas protegidas de la  Unión Europea.

## Historia
La principal razón para crear el parque nacional en 1909 era la gran cascada denominada Stour Muorkkegårttje en  lengua lapona. La gran cascada en el corazón del parque se contaban entre las más vistosas y caudalosas de Europa, pero al poco tiempo de que la zona fue declarada área protegida, el gobierno permitió el desarrollo de un emprendimiento hidroeléctrico con el agua que alimentaba la cascada, lo cual le quitó la mayor parte del caudal a la cascada excepto durante una breve temporada todos los años y dañó las costas del Akkajaure.
Impactos humanos posteriores en este sector del parque incluyeron la construcción de una línea de transmisión de energía eléctrica, caminos, y sendas de grava. A causa de estos cambios de tamaña magnitud durante la década de 1960 se cuestionó el status del parque nacional de ese sector, y en la actualidad la zona de la cascada ya no forma parte del parque nacional. En la actualidad el lago Akkajaure, que divide al parque en dos, es artificial.
El nombre del parque hace referencia a la cascada con cinco saltos sobre el río Lule. Cada uno de los cinco saltos ha sido denominado con el nombre de una persona que ha jugado un rol importante en la historia de la Laponia sueca. El primero es SG Hermelin (Salto Hermelin), quien fue un importante pionero industrial de Norrbotten. Los nombres de Lars Levi Laestadius, el fundador del Laestadianismo, y Düben, doctor y autor del libro Om lappland och lapparne, también designan dos saltos de la cascada. Los últimos dos saltos fueron denominados en honor a Carl Anton Petterson, quién propuso al pueblo de Suecia crear el Stora Sjöfallet, y Henrik Adolf Widmark, quién era un gran entusiasta de las montañas de Laponia.
Las montañas se formaron hace unos 400 millones de años cuando dos continentes colisionaron. El mar entre ellos desapareció y el sedimento del lecho marino fue comprimido dentro de una cadena montañosa. Aun es posible observar evidencia en la zona que se remonta a la edad de hielo, por ejemplo morrenas terminales y afloraciones rocosas erosionadas por el hielo.

## Geografía
El sector del parque al sur del lago Akkajaure, el cual ha sido excluido del parque, se encuentra dominado por el monte Áhkká, el cual es denominado "la reina de Laponia" o "la montaña de Nils Holgersson" en referencia al cuento de Selma Lagerlöf. Las colinas más bajas al sur del parque se encuentran recubiertas de bosques de abetos. Al norte del lago se encuentra el monte Kallaktjåkkå, cuya ladera norte enfrenta el angosto y profundo valle Teusa.
El pico más elevado del parque alcanza 2015 m s. n. m. y forma parte del macizo montañoso Áhkká, el cual posee trece picos y diez glaciares.
En la actualidad el calentamiento global hace que los glaciares retrocedan a un ritmo de 10 m por año.

## Flora y fauna
La flora es una de las razones por las cuales la zona fue designada parque nacional. El sustrato rocoso es pobre en calcio, razón por la cual grandes extensiones se encuentran cubiertas con abedul enano y camarina negra. En el parque hay gran cantidad de líquenes y sjöfallskvartsiten o "la piedra arenisca de Sjöfalls" es una característica única del parque.
De las aproximadamente 400 especies de flora que se encuentran en las montañas, casi la mitad de ellas se han encontrado en el parque nacional Stora Sjöfallet. Arenaria humifusa es un ejemplo. Entre mediados de julio a fines de agosto se pueden encontrar moras de los pantanos, denominada "el oro de Laponia".

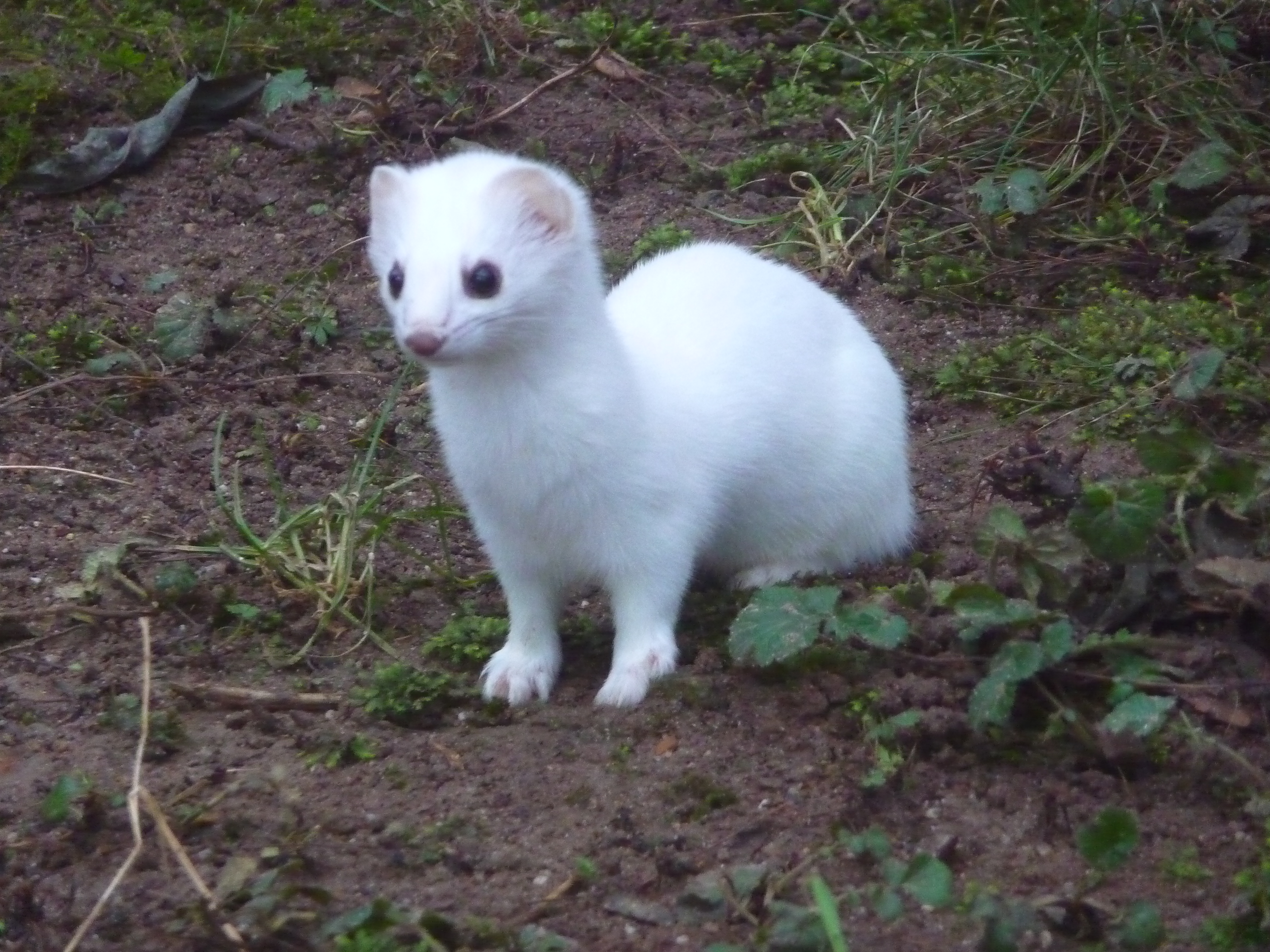
Armiño con su característico pelaje invernal, ejemplo de mamíferos que viven en el parque Stora Sjöfallet.

Se han observado unas 125 especies de aves en el parque. Entre las especies comunes se encuentran chorlito dorado europeo, bisbita común, y collalba gris. zarapito trinador, págalo rabero, águila, y busardo calzado y con un poco de suerte es dable observar especies raras como ánsar chico, halcón gerifalte, y cárabo lapón. Sjaunja, la más grande reserva de aves de Suecia, limita con el parque por el este.
Los mamíferos que se pueden observar son reno, alce, zorro colorado, armiño, y conejo. De ellos, el reno es el más común, y dos comunidades sami, Sörkaitum y Sirka, llevan sus rebaños a pastar por la zona. También es posible encontrar especies raras como ser lince, glotón, zorro ártico, y oso pardo.
Las grandes diferencias de altitud hacen que existan grandes diferencias en el tipo de vegetación, por ejemplo bosque primario, bosque de abedules de montaña, montaña desnuda, y campos de rocas. En los valles estrechos por ejemplo se pueden encontrar calderones y aconito, mientras que Ranunculus glacialis y nieve azafrán prefieren mayores altitudes.

## Turismo

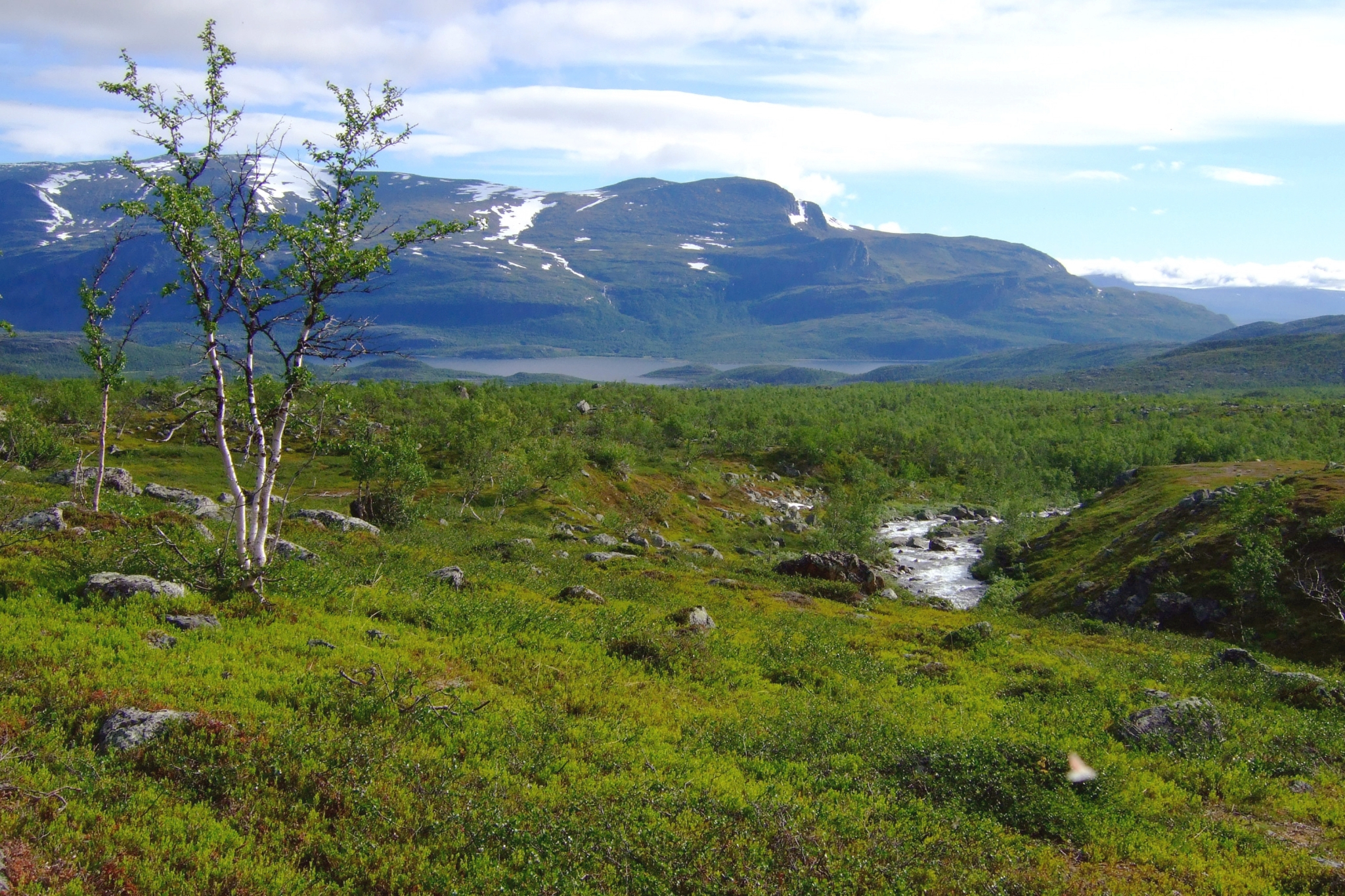
El lago Kårtejaure y el arroyo Njabbejåkkå vistos desde la cota del bosque arriba de Suorva.

La forma más directa de llegar al parque es mediante la carretera desde Porjus. La ruta pasa por Vietas y continúa hacia el oeste del parque. La mejor época para visitarlo es entre marzo y septiembre.
La senda denominada Kungsleden atraviesa la parte norte del parque nacional. En la parte sur del parque no hay ni sendas ni cabañas.
Los accidentes geográficos que se destacan son el Conde y la Condesa, el macizo Áhkká, las Terrazas de Áhkká, las Siete Hermanas, y el Valle Teusa.